# Valkiajärvi (sjö i Nyslott, Södra Savolax)
Valkiajärvi är en sjö i kommunen Nyslott i landskapet Södra Savolax i Finland. Sjön ligger 89 meter över havet. Arean är 48 hektar och strandlinjen är 5,34 kilometer lång. Sjön  ingår i Vuoksens huvudavrinningsområde.   Den ligger omkring 110 kilometer öster om S:t Michel och omkring 310 kilometer nordöst om Helsingfors. 
Valkiajärvi ligger norr om Väärälampi. 